# September Six
September Six (ou les Six de septembre) est un groupe de six membres de l'Église de Jésus-Christ des saints des derniers jours qui furent excommuniés par l'église, en septembre 1993, vraisemblablement pour avoir publié des travaux de recherches universitaires à l'encontre de la doctrine Mormone ou la critiquant.
Le terme de « Six Septembre » a été introduit par The Salt Lake Tribune et a été utilisé dans les médias dans les discussions ultérieures. L'Église des Saints-des-Derniers-Jours (LDS) a été désignée par certains comme la preuve d'une posture anti-intellectuelle à l'encontre de la direction de l'Église,.

## Les individus

### Avraham Gileadi
Avraham Gileadi est un universitaire analyste Hébreu considéré comme conservateur sur le plan théologique. À la suite de l'obtention de son PhD en études anciennes à l'Université Brigham Young, il a publié une nouvelle interprétation de la traduction du Livre d'Isaïe, en 1988, ainsi qu'une étude de ses prophéties eschatologiques (histoire de la création du monde) en 1991. Des scolastiques mormons tels que Hugh Nibley, Truman G. Madsen et Ellis Rasmussen, ont fait l'éloge de son travail, mais son argument principal, que les prophéties d'Ésaïe désignaient un Roi David sous forme humaine qui émergerait à l'avènement des Derniers Jours, en renonciation de Jésus-Christ, devint une thèse controversée et pour cette raison, son deuxième livre fut retiré de la vente par son éditeur, qui appartient lui-même à l’église, Deseret Book.
Les raisons de son excommunication, le 15 septembre ne sont pas claires. Selon Margaret Toscano (dont le mari faisait partie des membres du Six septembre et qui allait plus tard être excommunié à son tour), l'interprétation d'Avraham Gileadi pour sa lecture et ses livres d'interprétation de la doctrine Mormone, s'opposent au droit exclusif des Chefs spirituels à définir la doctrine de l'Eglise, mais Avraham Gileadi lui-même, conteste cette lecture et les griefs qui lui sont faits. L’Église a par la suite modifié ses mesures disciplinaires à son égard et l'a disculpé de ses manquements, qui sont considérés comme n'ayant jamais eu lieu. Avraham Gileadi est actuellement[Quand ?] membre actif de l’Église,. Il a continué à écrire des livres sur Isaïe.

### Paul Toscano
Paul Toscano est un avocat de Salt Lake City qui a co-écrit, avec Margaret Merrill Toscano, un livre controversé nommé, Étrangers dans le Paradoxe : Explorations de la Théologie Mormone (1990), et en 1992, il a co-fondé, l'Alliance mormone. Il a ensuite écrit le livre La Sainteté de la Dissidence (1994) et sa suite, Le Sacrement du Doute (2007).
Il fut excommunié de l’Église le 19 septembre 1993. Les raisons de son excommunication, comme l'auraient données les Chefs Spirituels, auraient été l'apostasie et de faux enseignements.

### Maxine Hanks
Maxine Hanks est un théologien féministe mormon, qui a compilé et édité le livre Femmes et de l'Autorité : la ré-émergence du Féminisme mormon (1992). Elle a été excommuniée le 19 septembre, de concert avec ses collègues contributeur D. Michael Quinn. En février 2012, Hanks a été rebaptisé en tant que membre de l'église.

### D. Michael Quinn
D. Michael Quinn est un historien Mormon. Parmi d'autres études, il a documenté les cas de sanctions pour la polygamie au sein de l’Église mormone à partir de 1890 jusqu'en 1904, après le Manifeste de 1890 qui a officiellement abandonné la pratique. Il a été excommunié le 26 septembre.